# Aimé Molinié
Pour les articles homonymes, voir Molinié.
Aimé Molinié est un homme politique français, sénateur de l'Ariège, né le 28 mai 1908 à Auzat (Ariège) et décédé le 18 novembre 2001 à Saint-Jean-de-Verges (Ariège).

## Biographie
Orphelin placé par l'assistance publique, il devient marchand forain dans l'Ariège. Militant de la CGT et adhérent du Parti communiste, il est président du syndicat des marchands forains de l'Ariège en 1940.
Il est très engagé dans la Résistance, sous le pseudonyme d'Eugène. En décembre 1946, il est élu sénateur de l'Ariège. Il est battu en 1948 et 1955 par Jean Nayrou, candidat SFIO.
Retraité, il devient sculpteur sur bois à Foix où une rue porte son nom.